# Robert Bernard Anderson
Robert Bernard Anderson, född 4 juni 1910 i Burleson i USA, död 14 augusti 1989 i New York i USA, var en amerikansk republikansk politiker. Han var USA:s finansminister 1957–1961.

## Biografi
Anderson arbetade som gymnasielärare före studierna i juridik vid University of Texas Law School. Han avlade juristexamen 1932. Han var rådgivare åt krigsministern under andra världskriget.
President Dwight D. Eisenhower utnämnde Anderson 1953 till USA:s marinminister. Han blev följande år upphöjd till biträdande försvarsminister. Han belönades 1955 med Frihetsmedaljen. Anderson efterträdde 1957 George M. Humphrey som finansminister och efterträddes 1961 av C. Douglas Dillon.
Eisenhower var imponerad av Andersons politiska förmåga. Anderson var en av Eisenhowers favoriter för vicepresidentkandidat i 1956 års presidentval, ifall USA:s vicepresident Richard Nixon hade tackat ja till erbjudandet att bli försvarsminister. Nixon föredrog att stanna kvar som vicepresident. Inför de republikanska primärvalen 1960 föreslog Eisenhower till Anderson att han skulle utmana Nixon, men Anderson ville inte bli presidentkandidat.
Andersons karriär slutade i en skandal. Han led av alkoholism och Commercial Exchange Bank, som hade huvudkontor på Anguilla, hade ett olagligt kontor i New York med Anderson som företrädare. Han erkände sig 1987 skyldig till brott mot banklagen och skattefiffel. Medan Andersons huvudsakliga inkomstkälla vid tidpunkten av skandalen hade varit arbetet som konsult och lobbyist för Sun Myung Moons Enighetskyrka, var kyrkan enligt åklagarna inte inblandad i den brottsliga bankverksamheten.  Han förlorade i januari 1989 sin rätt att arbeta som advokat. Anderson avled senare samma år i matstrupscancer.